# Leucothyreus juanae
Leucothyreus juanae är en skalbaggsart som beskrevs av Martinez 1982. Leucothyreus juanae ingår i släktet Leucothyreus och familjen Rutelidae. Inga underarter finns listade i Catalogue of Life.